# San Vicente Coatlán (kommun)
San Vicente Coatlán är en kommun i Mexiko.   Den ligger i delstaten Oaxaca, i den sydöstra delen av landet, 400 km sydost om huvudstaden Mexico City.
Följande samhällen finns i San Vicente Coatlán:
- San Vicente Coatlán
- San Isidro la Cañada